# Causing a Commotion
"Causing a Commotion" je drugi singl američke pjevačice Madonne sa soundtracka Who's That Girl. Kao singl je izdan 25. kolovoza 1987. pod Sire Recordsom. U UK-u se kao Silver Screen Single Mix pojavio 1990. na kompilaciji EP The Holiday Collection, koji je izdan uz kompilacijski album The Immaculate Collection, a na istom se nije bila uvrštena.

## O pjesmi
Pjesmu su napisali Madonna i dugogodišnji suradnik Stephan Bray. Obrađene verzije koje se nalaze na singlovima je obradio Shep Pettibone.
U Sjedinjenim Državama je singl izdan u jesen 1987., dok je u Ujedinjenom Kraljevstvu odmah nakon završetka Who's That Girl Tour pa je i dospio na 4. mjesto britanske ljestvice.
Pjesma nikada nije izdana kao singl u Francuskoj, unatoč činjenici da je pjesma bila singl koji se penjao na vrhove ljestvica. Tamo je kao drugi singl s albuma izdana "The Look of Love". U Francuskoj se pjesma jedino mogla naći u obrađenoj formi na EP Holiday Collection.

## Uspjeh ljestvice
"Causing a Commotion" je debitirao 12. rujna na 41. mjestu američke Billboard Hot 100, tjedan kada je prethodni singl "Who's That Girl" izlazio iz Top 10. Pjesma je dospjela na 2. mjesto 24. listopada, tjedan kada je "Bad" Michael Jacksona zauzeo vodeću poziciju. Na 2. mjestu se pjesma zadržala 3 tjedna. 
I u ostatku svijeta je ovo bila još jedna Madonnina uspješnica što se ljestvica tiče. U velikoj većini država je ušla u Top 10.

## Glazbeni video
Iako nije snimljen službeni video za pjesmu, za prikazivanje pjesme na MTV-u su korištene snimke pjesme s turneje iz Torina.

## Nastupi uživo
Madonna je pjesmu izvela na dvije svoje turneje: Who's That Girl Tour 1987. i Blond Ambition Tour 1990.

## Popis formata i pjesama
UK 7" Singl / Kaseta / Limited Edition 7"
1. "Causing a Commotion" (Silver Screen Single Mix) 4:05
2. "Jimmy Jimmy" (LP verzija) 3:54

UK 12" Singl / Limited Edition 12" Picture Disc
1. "Causing a Commotion" (Silver Screen Mix) 6:39
2. "Causing a Commotion" (Movie House Mix) 9:44
3. "Jimmy Jimmy" (Fade) 3:39

US 7" Singl
1. "Causing a Commotion" (Silver Screen Single Mix) 4:05
2. "Jimmy Jimmy" (LP verzija) 3:54

US 7" Promo Singl
1. "Causing a Commotion" (Silver Screen Single Mix) 4:05
2. "Causing a Commotion" (Movie House Edit) 4:08

US Maxi Singl
1. "Causing a Commotion" (Silver Screen Mix) 6:39
2. "Causing a Commotion" (Dub) 7:09
3. "Causing a Commotion" (Movie House Mix) 9:44
4. "Jimmy Jimmy" (LP verzija) 3:54

Europski 5" CD Singl
1. "Causing a Commotion" (Silver Screen Mix) 6:39
2. "Causing a Commotion" (Dub) 7:09
3. "Causing a Commotion" (Movie House Mix) 9:44
4. "Jimmy Jimmy" (LP verzija) 3:54

## Na ljestvicama
| Ljestvica (1987.)                     | Pozicija |
| ------------------------------------- | -------- |
| Australija                            | 7        |
| Austrija                              | 14       |
| Belgija                               | 2        |
| Europa                                | 3        |
| Irska                                 | 2        |
| Italija                               | 5        |
| Japan                                 | 1        |
| Južnoafrička Republika                | 16       |
| Kanada                                | 2        |
| Nizozemska                            | 3        |
| Norveška                              | 10       |
| Njemačka                              | 14       |
| Švicarska                             | 9        |
| UK                                    | 4        |
| U.S. Billboard Hot 100                | 2        |
| U.S. Billboard Hot Dance Club Play    | 1        |
| U.S. Billboard Hot Adult Contemporary | 37       |